# بی‌تفاوتی اخلاقی
بی‌تفاوتی اخلاقی (به انگلیسی: Moral disengagement) یک اصطلاح روانشناسی اجتماعی است به مفهوم فرایند قانع کردن خود که استانداردهای اخلاقی برای شخص در زمینه خاص لزومی ندارد (توجیه اعمال غیر اخلاقی خود).
بی‌تفاوتی اخلاقی با جدا کردن واکنش اخلاقی از رفتار غیرانسانی و غیرفعال کردن مکانیسم خود-محکومیت انجام می‌شود. بنابراین، بی‌تفاوتی اخلاقی شامل تجدید تفسیرشناختی یا تجدید تفسیر رفتار مخرب به عنوان رفتار اخلاقی قابل قبول است بدون اینکه تغییری رفتار یا استانداردهای اخلاقی انجام شود. در تئوری شناخت اجتماعی اخلاق، مکانیزم‌های نظارتی موجود در استانداردهای اخلاقی، استدلال اخلاقی را به اقدام تفسیر می‌کند و در نتیجه عمل اخلاقی انجام می‌گیرد؛ بنابراین، خود اخلاقی (به معنی وجود اخلاقی شخص) در یک گسترده اجتماعی-شناختی متشکل از ناظر برخود فعال، خود نگر، وخود تنظیم واقع شده‌است. سه عامل عمده سیستم خود نظارتی و عملکرد اخلاقی را تشکیل می‌دهند. عامل اول عملکرد خود نظارت بر رفتار است. این عامل گام اولیه به دست گرفتن کنترل اخلاقی است. "اقدام منجر به خود نگری می‌شود. این خود نگری از طریق قضاوت که در آن رفتار در مقابل استانداردهای داخلی و شرایط مورد بررسی قرار می‌دهد اتفاق می‌افتد". بنابراین قضاوت اخلاقی در بیرون کشیدن خود واکنشی نفوذ است. خود واکنش و قضاوت عامل دوم و سوم را تشکیل می‌دهند.